# 知多市立新知小学校
知多市立新知小学校（ちたしりつしんちしょうがっこう）は、愛知県知多市新知字廻間にある公立小学校。1872年（明治5年）9月に創立された。

## 概要
- 校区は新知、新知台1-2丁目、新知東町1-3丁目、新知西町、朝倉町であり、公立中学校の進学先は知多市立中部中学校、朝倉町は知多市立八幡中学校である[1][2]。

## 沿革
- 1947年（昭和22年）4月 - 八幡町第二国民学校を八幡町立第二小学校と改称
- 1948年（昭和23年)10月 - 八幡町立新知小学校と改称
- 1955年（昭和30年）4月 - 八幡・岡田・旭の3町が合併し知多町立新知小学校と改称
- 1956年（昭和31年)12月 - 知教協指定「学校管理」の研究発表会開催

　　　　　　　　　　　　　　　給食管理室、渡廊下新築工事竣工
- 1960年（昭和35年）2月 - 体育館新築工事竣工

　　 　　　　　　　　  11月 - 知教協指定「視聴覚教育」研究発表会開催
- 1965年 (昭和40年）3月 - 鉄筋コンクリート校舎1棟半新築工事竣工
- 1966年 (昭和41年）2月 - 全教室へテレビ設置
- 1970年 (昭和45年）9月 - 市制施行により知多市立新知小学校と改称
- 1971年 (昭和46年) 2月 - 北館校舎増築工事竣工
- 1975年 (昭和50年）7月 - 校地内道路の付け替え工事完了
- 1977年 (昭和52年) 2月 - 本館校舎新築工事竣工

　　　　　　　　　　    4月 - 特殊学級「くすのき」学級開設
- 1979年 (昭和54年）4月 - 県教育放送(音楽）のモニター校委嘱を受ける
- 1982年 (昭和57年）8月 - 学校プール竣工
- 1984年 (昭和59年）4月 - 知多市交通安全モデル校の委嘱を61年3月まで受ける
- 1988年 (昭和63年）4月 - 県教委委嘱「豊かな心を育てる活動推進事業」発表
- 1993年 (平成5年) 10月 - 校舎東に新運動場完成
- 1995年 (平成7年)　6月 - 遊具コーナー旧運動場に移設
- 1999年 (平成11年) 4月 - 特殊学級「さくら」学級開設
- 2002年 (平成14年）4月 - 県教委「学校と家庭を結ぶ道徳教育推進事業」の委嘱を受ける
- 2003年 (平成15年) 1月 - 中館東普通4教室
- 2004年 (平成16年) 4月 - 文部科学省「子どもの体力向上推進事業」の委嘱を受ける
- 2005年 (平成17年) 1月 - 北館東普通4教室・図書館完成
- 2006年 (平成18年) 3月 - 北館西普通8教室・家庭・パソコン教室完成

　　　　　　　　　　   4月 - 愛知県教育委員会「健康推進学校」の研究委嘱を受ける
- 2007年 (平成19年) 3月 - 中館西新校舎・屋外トイレ完成

　　　　　　　　　　　11月 - 体力向上「文部科学大臣賞」受賞 南館耐震工事完了
- 2008年 (平成20年) 4月 - 特別支援学級「いちょう」学級開設(平24廃級）

　　          11月 - 日本学校保健会「健康教育推進学校」優良校受賞
- 2012年 (平成24年) 4月 - 通信学級「四つ葉」開設
- 2014年 (平成26年) 6月 - 運動場西「ミストシャワー」設置
- 2016年 (平成28年）3月 - 体育館照明耐震落下防止工事完了

## 交通アクセス
- 名鉄常滑線古見駅下車、徒歩約7分

## 周辺施設
- 愛知県立知多翔洋高等学校
- 知多市立八幡中学校
- 知多市立中部中学校
- 知多市立八幡小学校
- 知多市立つつじが丘小学校
- ヤマナカ知多店
- イトーヨーカドー知多店